# Henry Joy McCracken
Pour les articles homonymes, voir McCracken.
Henry Joy McCracken (né le 31 août 1767 - mort le 17 juillet 1798) est un fabricant de coton et industriel, presbytérien, Irlandais radical, et l'un des membres fondateurs, avec Theobald Wolfe Tone, James Napper Tandy, et Robert Emmet, de la Société des Irlandais unis.

## Biographie
Né et élevé à Belfast, McCracken s'intéresse à la politique dès son plus jeune âge, et rejoint la Société des Irlandais unis en 1795, ce qui fait rapidement de lui une cible des autorités. Il voyage régulièrement dans tout le pays grâce à son entreprise servant de couverture à d'autres organes de l'organisation de la société irlandaise. Il est arrêté en octobre 1796 et envoyé à la prison de Kilmainham à Dublin. Emprisonné avec les autres dirigeants irlandais, McCracken tombe gravement malade et se voit libéré sous caution en décembre 1797.
Après le déclenchement de la rébellion irlandaise de Leinster en mai 1798, l'organisation du Comté d'Antrim se réunit le 3 juin. La réunion se termine par un vote adopté par une faible marge qui conclut à l'attente d'une aide de la France. Une nouvelle réunion des délégués a eu lieu le 5 juin à Templepatrick où McCracken est élu général pour le Comté d'Antrim, et il commence à planifier des opérations militaires.
McCracken met au point un plan visant à la capture rapide de toutes les petites villes autour d'Antrim, les forces rebelles devant ensuite converger vers Antrim le 7 juin, où une réunion de crise de tous les magistrats du comté était prévue. La partie initiale du plan réussit avec succès, mais les troupes rebelles sont battues à Antrim puis dispersées. McCracken parvient tout d'abord à s'échapper, mais il est reconnu par quelqu'un qui le connaissait de par son métier de négociant de coton, ce qui conduit à son arrestation. La clémence lui est proposée en échange de son témoignage contre d'autres rebelles irlandais, mais il refuse. Il est jugé en cour martiale et pendu à Corn Market, à Belfast, le 17 juillet 1798.